# 東佐賀站
東佐賀站（日语：／ Higashi-Saga eki */?）是位於佐賀縣佐賀市東佐賀町，日本國有鐵道（國鐵）佐賀線的鐵路車站（廢站）。

## 歷史
- 1939年（昭和14年）9月11日：國有鐵道佐賀線佐賀站至南佐賀站之間新設此站[1]。當時此站可處理客運和行李起卸[1]。
- 1971年（昭和46年）10月20日：結束行李起卸業務[2]。同日成為無人車站[3]。
- 1976年（昭和51年）2月19日：隨著佐賀站高架化，而修改營業距離（2.2 km→2.3 km）。
- 1987年（昭和62年）3月28日：隨著佐賀線全線廢除，此站也被廢除[1]。

## 車站構造
此站為無人車站，設有1面1線的單式月台。此站的路軌是位於路堤之上，在南邊會跨越國道264號。站舍在路堤之下。

## 現狀
在廢站後，路堤被撤走。站舍與站內設施也被拆毀。車站遺址變為道路。此站附近沒有建立紀念碑。

## 相鄰車站
日本國有鐵道（國鐵）
佐賀線
佐賀－東佐賀－南佐賀

## 注腳
1. 1 2 3 4 5  石野哲 (编). . JTB. 1998: 718. ISBN 978-4-533-02980-6 （日语）.
2. ↑  . 官報. 1971-10-19 （日语）.
3. ↑  . 鐵道公報（日语：鉄道公報） (日本國有鐵道總裁室文書課). 1971-10-19: 4 （日语）.

## 相關項目
- 日本鐵路車站列表 Hi